# Marinofficer
Marinofficer kallas en officer i eller vid vapenslagen amfibieförband, kustartilleri, marinkår eller motsvarande. Ursprungligen ledde marinofficerarna de marinsoldater som ofta fanns ombord ett örlogsfartyg. Detta fanns alltid under de seglande stridsfartygens tid, och än idag på större örlogsfartyg. De moderna så kallade bordningsstyrkorna består ofta av marinsoldater under ledning av en marinofficer.
Uppgifterna för dessa är i första hand närförsvar av fartyget i hamn och bordning av andra fartyg, men även militärpolisliknande ordningsuppgifter ombord kan förekomma.
Normalt är den högste marinofficeren ombord under den högste sjöofficeren i grad. Den högsta graden en marinofficer kan erhålla är general. Den svenske tidigare överbefälhavaren och tidigare ordföranden i  Europeiska unionens militärkommitté, general Håkan Syrén, är marinofficer.
I Sverige används oftare benämningen amfibieofficer eller officer vid amfibiekåren i stället för marinofficer.[källa behövs]
Uttrycket används stundtals felaktigt när man egentligen menar "sjöofficer", som avser en officer i eller vid flottan. Jämför engelskans "Naval/Navy Officer" och "Marine Officer".